# Impossible (曲)
『Impossible』（インポッシブル）は、韓国のボーイズグループ・RIIZEのデジタルシングル。2024年4月18日にカカオエンターテインメントより発売された。

## 概要
RIIZEの1stミニアルバム『RIIZING』の発売を控え、プロローグシングルとしてリリスされたデジタルシングル。
本楽曲は、リズミカルなハウスビートと神秘的な雰囲気のシンセサイザーが特徴的なポップダンス曲である。歌詞には、誰もが不可能だと思っても同じ夢に向かって一緒に進む瞬間、不可能は可能に変わり、もはや不可能は存在しなくなるというメッセージが込められている。

## 収録曲
1. Impossible [3:02]
  - 作詞：Hwang Yu Bin
  - 作曲：Dewain Whitmore, Jr. / David Wilson / James Abrahart
  - 編曲：dwilly
2. Siren [2:27]
  - 作詞：Hye Hyun Bang
  - 作曲：Benjamin 55 / Young Chance / Xydo
  - 編曲：Benjamin 55

## iScreaM Vol.32: Impossible Remix
『iScreaM Vol.32 : Impossible Remix』は、韓国のボーイズグループ・RIIZEのデジタルシングル。カカオエンターテインメントより2024年6月4日に発売された。

### 概要
SMエンタテインメント傘下のEDMレーベル・ScreaM Recordsが展開するiScreaMプロジェクトの32作目となるシングル。本作は、2024年4月に公開されたシングル『Impossible』のリミックスバージョン等が収録されている。
フレンチハウスを代表するアーティストの1人であるDariusがリミキサーとして参加。2000年代初めのエレクトロニック音楽を連想させる活気あるハウスビートと夢幻的なシンセサイザー、ベルサウンドを使って原曲をリミックスし、ゆったりとした夏夜の雰囲気を効果的に醸し出している。

### 収録曲
1. Impossible (Darius Remix) [3:32]
  - 作詞：Hwang Yu Bin
  - 作曲：Dewain Whitmore, Jr. / David Wilson / James Abrahart
  - 編曲：Darius
2. Impossible [3:03]

## ミュージックビデオ
「Impossible」のミュージックビデオは、ポルトガルのリスボンでオールロケ撮影され、太陽の光が降り注ぐ広場、夕日が沈む海、夜間の地下鉄など、時間の流れによって様々に変化する風景の中で共に過ごすRIIZEの自由な姿はもちろん、ハウスダンスにハマったメンバーの爽快なパフォーマンスも見ることができる。

## 関連動画
| 公開日         | タイトル                  | タイトル                 | リンク |
| -------------- | ------------------------- | ------------------------ | ------ |
| 2024年4月15日  | Impossible                | MV Teaser                | ▶︎      |
| 2024年4月18日  | Impossible                | MV                       | ▶︎      |
| 2024年4月21日  | Impossible                | MV Commentary            | ▶︎      |
| 2024年4月27日  | Impossible                | MV Behind#1              | ▶︎      |
| 2024年5月1日   | Impossible                | MV Behind#2              | ▶︎      |
| 2024年4月23日  | Impossible                | Dance Practice           | ▶︎      |
| 2024年5月13日  | Impossible                | Dance Lesson             | ▶      |
| 2024年4月24日  | Impossible                | AI Generated Visualizer  | ▶︎      |
| 2024年5月2日   | Impossible                | Fanchant Guide           | ▶︎      |
| 2024年5月20日  | Impossible                | Recording                | ▶︎      |
| 2024年6月17日  | Impossible                | Audio                    | ▶︎      |
| 2024年6月1日   | Impossible (Darius Remix) | MV Teaser                | ▶︎      |
| 2024年6月4日   | Impossible (Darius Remix) | MV                       | ▶︎      |
| 2023年8月7日   | Siren                     | Performance Video        | ▶      |
| 2023年8月11日  | Siren                     | Dance Practice           | ▶      |
| 2023年10月19日 | Siren                     | Dance Lesson             | ▶      |
| 2024年4月3日   | Siren                     | Dance Practice Day3      | ▶      |
| 2024年5月22日  | Siren                     | Dance Lesson (Full ver.) | ▶      |
| 2024年6月17日  | Siren                     | Audio                    | ▶︎      |

## リリース日程
| 地域                                  | 日付           | 規格           | レーベル                 |
| 『Impossible』                        | 『Impossible』 | 『Impossible』 | 『Impossible』           |
| ------------------------------------- | -------------- | -------------- | ------------------------ |
| 韓国                                  | 2024年4月18日  | 配信           | SM／カカオ               |
| 世界                                  | 2024年4月18日  | 配信           | SM／カカオ               |
| 日本                                  | 2024年4月18日  | 配信           | ユニバーサルミュージック |
| 『iScreaM Vol.32 : Impossible Remix』 |                |                |                          |
| 韓国                                  | 2024年6月4日   | 配信           | SM・ScreaM／カカオ       |
| 世界                                  | 2024年6月4日   | 配信           | SM・ScreaM／カカオ       |
| 日本                                  | 2024年6月4日   | 配信           | ユニバーサルミュージック |